# 马尼托巴共和国
马尼托巴共和国（英語：Republic of Manitobah），初称喀里多尼亚共和国，是一个短命且未被承认的国家，由托马斯·斯宾塞于1867年6月在今加拿大马尼托巴省的波蒂奇拉普雷里镇建立。1868年，该国瓦解。